# WTA de Guadalajara
O WTA de Guadalajara – ou GDL Open Akron, atualmente – é um torneio de tênis profissional feminino, de categoria WTA 500.
Realizado em Zapopan, na Região Metropolitana de Guadalajara, no oeste do México, estreou na elite do tênis em 2021. No primeiro ano, como WTA 250. No segundo, houve dois torneios, um 250, continuação do anterior, e outro 1000, sempre disputados no Centro Panamericano de Tenis [en].
O de categoria WTA 250 (Abierto Akron Zapopan) durou duas edições e foi substituído por Mérida. Em 2024, o torneio passou para a categoria WTA 500.
Os jogos do evento atualmente ativo são disputados em quadras duras durante o mês de setembro.

## Finais

### Simples
| Ano         | Campeã              | Vice-campeã       | Resultado     |
| ----------- | ------------------- | ----------------- | ------------- |
| 2024        | Magdalena Fręch     | Olivia Gadecki    | 7–65, 6–4     |
| 2023 (1000) | Maria Sakkari       | Caroline Dolehide | 7–5, 6–3      |
| 2022 (1000) | Jessica Pegula      | Maria Sakkari     | 6–2, 6–3      |
| 2022 (250)  | Sloane Stephens     | Marie Bouzková    | 7–5, 1–6, 6–2 |
| 2021 (250)  | Sara Sorribes Tormo | Eugenie Bouchard  | 6–2, 7–5      |

### Duplas
| Ano         | Campeãs                            | Vice-campeãs                          | Resultado          |
| ----------- | ---------------------------------- | ------------------------------------- | ------------------ |
| 2024        | Anna Danilina Irina Khromacheva    | Oksana Kalashnikova Kamilla Rakhimova | 2–6, 7–5, [10–7]   |
| 2023 (1000) | Storm Hunter Elise Mertens         | Gabriela Dabrowski Erin Routliffe     | 3–6, 6–2, [10–4]   |
| 2022 (1000) | Storm Sanders Luisa Stefani        | Anna Danilina Beatriz Haddad Maia     | 7–64, 26–7, [10–8] |
| 2022 (250)  | Kaitlyn Christian Lidziya Marozava | Wang Xinyu Zhu Lin                    | 7–5, 6–3           |
| 2021 (250)  | Ellen Perez Astra Sharma           | Desirae Krawczyk Giuliana Olmos       | 6–4, 6–4           |